# Théorème de la base de Hilbert
En théorie des anneaux, le théorème de la base de Hilbert affirme que si A est un anneau noethérien, alors l'anneau des polynômes en un nombre fini d'indéterminées A [X1, … , Xn] l'est aussi.

## Référence
1. ↑  (en) Serge Lang, Algebra [détail des éditions], 1965, p. 145.